# Tablica trasowania
Tablica trasowania – spis wskazujący, przez które sąsiadujące z routerem węzły sieci prowadzi trasa do węzłów oddalonych. Tablica trasowania jest utrzymywana niezależnie przez każdy router.
W sieciach rozległych dane przesyłane są z jednego węzła do konkretnego drugiego, a nie do wszystkich. Po drodze napotykają na wiele węzłów pośredniczących, mogą też być transmitowane wieloma różnymi trasami. Router jest jednym z tych węzłów, który ma za zadanie przesłać dane najlepszą (najszybszą) trasą.
Do kierowania danych routery używają tzw. tablicę trasowania zawierającą informacje o sąsiadujących routerach i sieciach lokalnych. Służy ona do wyszukania optymalnej drogi od obecnego położenia pakietu do innego miejsca w sieci. Tablica trasowania może być statyczna lub dynamiczna, zależy to od postawionych wymagań.
Statyczna tablica trasowania musi być aktualizowana ręcznie przez administratora sieci, dynamiczna natomiast jest aktualizowana automatycznie przez oprogramowanie sieciowe.
Trasowanie polega na wyszukiwaniu w tablicy odpowiedniej informacji dot. miejsca docelowego pakietu, tzn. trasy, jaką ma przebyć dany pakiet, aby dotrzeć do celu. Każdy wpis trasy musi zawierać dwie informacje:
- adres docelowy – to jest adres sieci, z jaką router jest połączony; czasem może się zdarzyć, że urządzenie zna kilka tras dojścia do danej sieci (w takim przypadku wyboru tej najwłaściwszej dokonuje się za pomocą metryk, ale to już temat dotyczący protokołów trasowania),
- wskaźnik do celu – informacja, czy router jest bezpośrednio podłączony do sieci docelowej, lub adres innego routera, który wie, dokąd dalej przesłać pakiet (tzw. next-hop router).

Istnieją dwa sposoby dobierania trasy: klasowy (protokół RIP) oraz bezklasowy (protokoły: RIPv2, RIPng, Classless Routing).

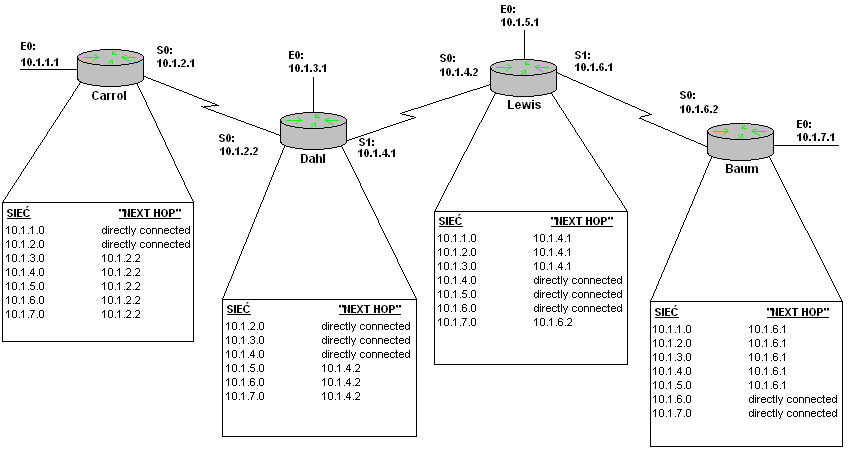
Rysunek 1
E0 – interfejs Ethernet0
S0 – interfejs Serial0
S1 – interfejs Serial1

Poniższy przykład prezentuje tablicę trasowania routera Lewis z Rysunku 1. Aby sprawdzić tablicę trasowania dla routera Cisco, należy wydać polecenie show ip route.
```
Lewis#show ip route
Codes: C – connected, S – static, I – IGRP, R – RIP, M – mobile, B – BGP,
       D - EIGRP, EX - EIGRP external, O - OSPF, IA - OSPF inter area,
       N1 - OSPF NSSA external type 1, N2 - OSPF NSSA external type 2,
       E1 - OSPF external type 1, E2 - OSPF external type 2, E - EGP,
       i - IS-IS, L1 - IS-IS level-1, L2 - IS-IS level-2, * - candidate default,
       U - per-user static route, o - ODR
Gateway of last resort is not set
       10.0.0.0/24 is subnetted, 7 subnets
S         10.1.3.0 [1/0] via 10.1.4.1
S         10.1.2.0 [1/0] via 10.1.4.1
S         10.1.1.0 [1/0] via 10.1.4.1
S         10.1.7.0 [1/0] via 10.1.6.2
C         10.1.6.0 is directly connected, Serial1
C         10.1.5.0 is directly connected, Ethernet0
C         10.1.4.0 is directly connected, Serial0
Lewis#
```

Sekcja Codes charakteryzuje skróty literowe znajdujące się w lewej dolnej części tabeli; litery te informują administratora, w jaki sposób router dowiedział się o danej sieci. W naszym przykładzie wszystkie trasy są albo typu C, czyli bezpośrednio połączone (directly connected), albo S – wpisami stałymi (static entry). Wyrażenie „gateway of last resort is not set” oznacza, że trasa domyślna nie została ustawiona. Mamy też poniżej informacje, że sieć 10.0.0.0 jest podzielona na 7 podsieci z maską 24-bitową. Wszystko na prawo od kodów C i S, to informacje nt. innych sieci i rodzaju połączenia z nimi.